# 晴空圖
晴空圖（英語：Clear Sky Charts，在2008年2月29日之前稱為clear sky clocks）是設計專門為天文學家提供天氣預報的網絡圖形。它預測了雲量、透明度和視寧度，而這些參數是民用或航空預報無法預測的。它預測每小時的數據，但最多僅限於預測未來48小時。每張圖表僅提供9英里（約15公里）半徑的數據，因此基本上都是點預測。儘管覆蓋範圍僅限於加拿大、美國以及墨西哥和加勒比海的部分地區，但有超過6,100個地點的清晰天空預報圖。地點通常是都市、專業和公共天文台、大學和科學中心。然而，也有清晰的晴空圖用於星空饗宴和業餘的後院天文台。

## 歷史
2000年，加拿大氣象中心（CMC）的氣象學家兼業餘天文學家艾倫·拉希爾（英語：Allan Rahill）創建了一個預報處理步驟，該步驟從CMC的全球元素多尺度（GEM）預報模型中獲取數據，並創建了一種新的雲量預報。拉希爾特別考慮卷雲的形成，設計了他的雲預報。因為足够多的卷雲使天文學家無法度過一個夜晚，但民用天氣預報仍稱其為「晴朗」，所以「卷雲模型」將拉希爾的模型與其它雲預測模型區分開來。
在後來的幾年裏，拉希爾增加了天文透明度的預測，這是衡量在沒有雲層的情况下，有多少星光穿過地球大氣層的量測。拉希爾還新增了一個視寧度的預測，該預測使用湍流和大氣中的溫度梯度數據來預測其光學穩定性。
2001年，電腦程式師兼業餘天文學家阿提拉·丹科（英語：Attilla Danko）開始總結拉希爾的數百張預報地圖，按行排列，使它只顯示每張地圖上的一個點數。由此產生的氣象圖被稱為晴空圖，顯示了拉希爾的所有預報數據，但只有一個位置。丹科寫道：「它一眼就能看出，在接下來的48小時裏，我們可能會對一個特定的觀測地點看到晴朗和黑暗的天空」。丹科接受觀測站和個人的請求，為現時未覆蓋的地點創建新的晴空圖。然而，由於CMC的GEM模式僅覆蓋北美，所以晴空圖僅限於北美。
2020年，丹科在一些圖表中添加了挪威/歐洲的預測（ECMWF）資訊。關於哪種預測更可靠的研究仍在繼續。

### 名稱更改
2008年2月29日，丹科將CSC的名稱更改為晴空圖（英語：clear sky charts），以避免擁有「Skyclock」美國註冊商標的密西根州Skyclock公司可能採取的任何法律行動。丹科的律師雖然認為他沒有侵犯天鐘公司的商標，但也建議改名是「最不痛苦」和「最不昂貴」的解決方案。
然而，在不受'"cleardarksky.com'"功能變數名稱控制的網站上，仍然有對舊名稱的引用。

### 替代服務
替代服務包括7timer（基於NOAA數據）和Astrospheric（基於CMC數據）。

## 認可
拉希爾和丹科獲得了氣象和天文組織的獎項：
- 2010年：太平洋天文學會的代表將業餘成就獎授予艾倫·拉希爾和阿提拉·丹科組成的晴空圖團隊[7]。
- 2009年：小行星發現者Andrew Lowe命名小行星161693 Attilladanko (2006 HL46)和171153 Allanrahill (2005 GL81)以表彰丹科和拉希爾的預測。
- 2004年：加拿大氣象和海洋學會（英语：Canadian Meteorological and Oceanographic Society）（CMOS）授予拉希爾和丹科「支持天文學的氣象學生動例子」的稱號[8]。
- 2005年：加拿大皇家天文學會（英语：Royal Astronomical Society of Canada）授予丹科'「肯·奇爾頓獎」，以表彰其「晴空鐘」[9]。
- 2003年：天文聯盟授予丹科半人馬座歐米茄獎，以表彰他通過晴空鐘提高觀測效率[10]。

自從晴空圖terms of use允許非商業網站顯示晴空圖影像，它們最常見於北美的私人和俱樂部天文網站。
其它認可：
- 小行星Allanrahill
- 小行星Attilladanko

## 外部連結
- Clear Sky Chart Official website
- Clear Sky Alarm Clock （页面存档备份，存于） free email notification service
- Weather forecast for astronomy from Environment Canada 的存檔，存档日期2019-12-23.
- The Canadian Meteorological Centre
- The Clear Sky Clock widget for MacOS (10.4 or greater)
- Download （页面存档备份，存于） the Windows Vista Sidebar Gadget
- myCSC iPhone/iPad/iPod Touch App
- iCSC: Clear Sky Chart Viewer iOS App